# La Nuit des princes charmants
La Nuit des princes charmants est un roman écrit par Michel Tremblay, paru en 1995 et traitant de l'homosexualité.

## Résumé
Le narrateur, âgé de dix-huit ans, se sait homosexuel mais n'a jamais sauté le pas. Une nuit d'hiver, lors d'une soirée où il doit aller à l'opéra assister à Roméo et Juliette de Charles Gounod, il décide de perdre sa virginité. Mais avec qui ?
Le roman devient une odyssée nocturne dans Montréal du début des années 1960, à la recherche de François le chanteur, ou du jeune Alan, bourgeois anglophone aussi inexpérimenté que le narrateur, une quête savoureusement contée au dialogue en joual.